# Chris Prinz

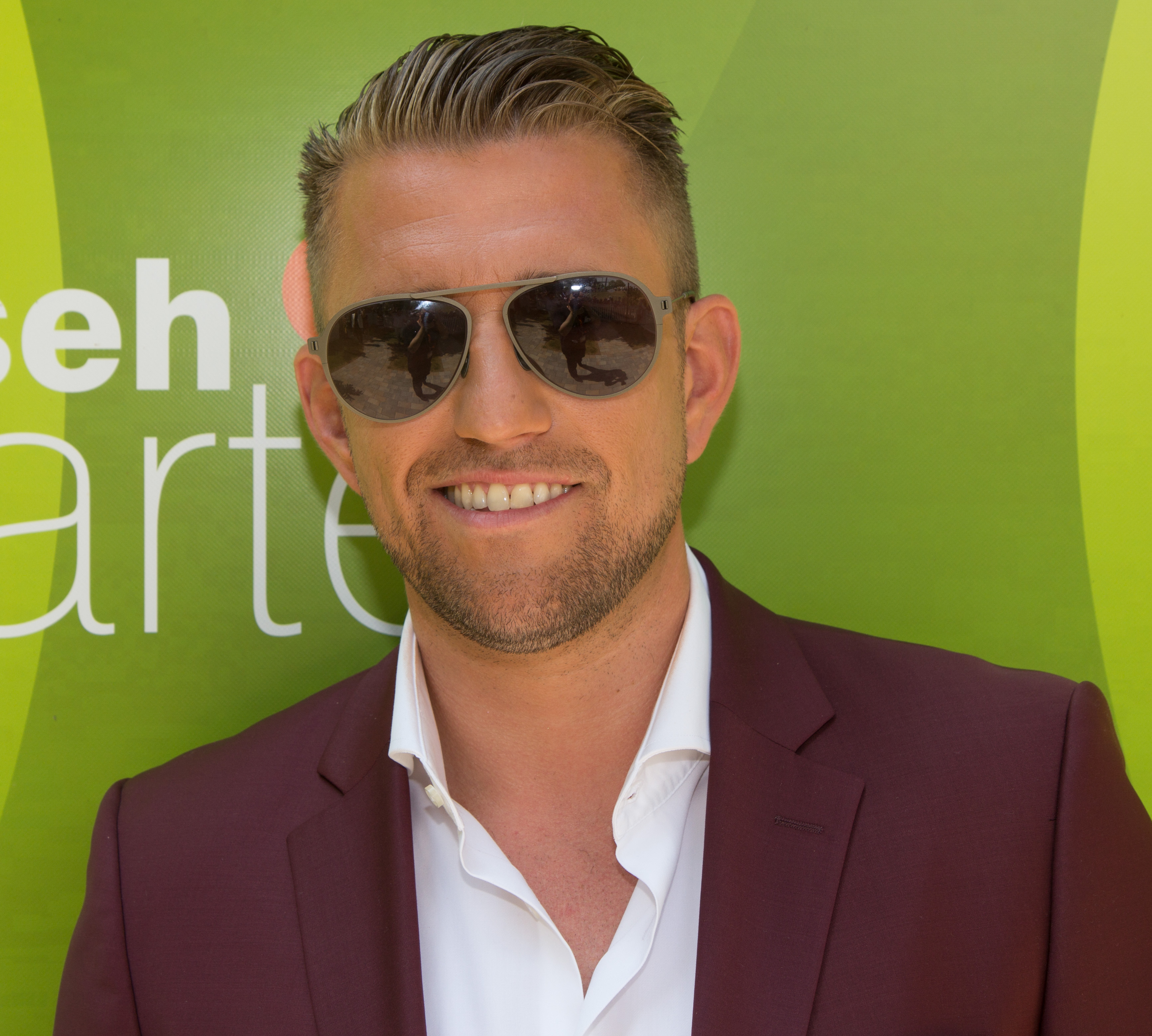
Christopher Brée

Chris Prinz (geboren in Berlin als Christopher Brée) ist ein deutscher Sänger und Songschreiber. Bekannt wurde er vor allem durch seine Hitsingle Berlin – bei Tag und Nacht (2013).

## Leben
Chris Prinz stammt aus und wohnt in Berlin. Schon in seiner Kindheit und Jugend träumte er davon, Musik zu machen. Neben seiner Musik spielen in seinem Leben Sport und vor allem seine Familie eine große Rolle.
Seine Ursprünge hatte Prinz in der Hip-Hop-Szene. Mit der Zeit jedoch wandte er sich immer mehr dem Pop und Schlager zu. So kann man seinen eigenwilligen Stil gegenwärtig als Schlager-Pop mit Hip-Hop-Einflüssen bezeichnen. Seine ersten Songs veröffentlichte er auf verschiedenen Videoplattformen im Internet. Erste größere Erfolge konnte Prinz bereits im Mai 2012 verbuchen, als er die Single Nur Du & Ich veröffentlichte, die sowohl die deutschen DJ-Charts erreichte, als auch in einigen TV-Sendern wie Goldstar TV in Dauerrotation lief.
2013 schaffte Prinz seinen Durchbruch mit dem Song Berlin (bei Tag und Nacht) und landete auf Platz 32 der deutschen Charts. Der Song stand in Zusammenhang mit der gleichnamigen Sendung Berlin – Tag & Nacht, bei welcher der Song auch zu hören war. Im gleichen Jahr erschien auch sein Debütalbum Träume kann man leben.
In den letzten Jahren arbeitete Prinz außerdem mit Musikern wie Loona, Die Atzen und Annemarie Eilfeld zusammen. Außerdem tourte er gemeinsam mit Michael Wendler.
Neben seiner Tätigkeit als Sänger und Songschreiber ist Chris Prinz auch mit einer eigenen Rubrik als Moderator auf Schlager.de vertreten. Für sein eigenes Format Der Prinz trifft… interviewt er Schlagergrößen wie Heino, Linda Hesse, DJ Ötzi und Roland Kaiser.
Im Oktober 2016 kündigte er an, seinen Künstlernamen Chris Prinz abzulegen um unter seinen bürgerlichen Namen Christopher Brée weiter Musik zu machen. Als erste Veröffentlichung unter seinem bürgerlichen Namen erschien im Mai 2017 Bye bye Machoherz.
Nach einem Auftritt am 15. Juli 2018 mit seiner Single Mach mich nicht an im ZDF-Fernsehgarten gab Christopher Brée am gleichen Tag auf seinen sozialen Profilen seinen musikalischen Abschied bekannt.

## Diskografie

### Alben
- 2013: Träume kann man leben
- 2016: Großstadtromantik

### Singles
als Chris Prinz
- 2012: Frei sein
- 2012: Nur Du & Ich
- 2013: Berlin (bei Tag und Nacht)
- 2013: Richtung Sonne - feat. Loona
- 2013: Die Nacht
- 2016: Berlin, Berlin

als Christopher Brée
- 2017: Bye bye Machoherz
- 2018: Mach mich nicht an